# 熊本バス甲佐営業所
熊本バス甲佐営業所（くまもとバスこうさえいぎょうしょ）は、熊本バスのバス営業所の一つ。2010年の拠点の再編により砥用・浜町および馬見原（2024年9月、廃止）を出張所に格下げして同営業所の傘下となる。

## 概要
甲佐営業所
- 営業所そばにある国道443号線沿いの車庫は、1964年まで熊延鉄道の甲佐駅があった。
- 所在地：熊本県上益城郡甲佐町大字岩下96番地3
- 最寄り（併設）バス停：甲佐（主な行き先表記は「甲佐」など）

同所には甲佐町営バス（六谷坂谷線、稲生野甲佐線）と麻生交通（氷川ダム線、鶴場線）の2社4路線が乗り入れている。
砥用出張所（旧・砥用営業所）
- 砥用学校前終始発する熊本市内方面便（M4-2系統、K2-5系統）を担当。
- 所在地：熊本県上益城郡美里町永富465番地

1964年に廃止した熊延鉄道終着駅・砥用駅に砥用営業所（当時）と併設、2025年現在も同所に構えている。
- 最寄りバス停：永富（主な行き先表記は「砥用・学校」など）

浜町出張所（旧・浜町営業所）
- 浜町と熊本市内方面便（M3-2系統、M4-3系統）を担当。
- 所在地：熊本県上益城郡山都町浜町187番地（山都町ふれあいバスセンター内）
- 最寄り（併設）バス停：浜町

## 担当路線

### 運行路線
- 2024年（令和6年）10月改正、路線名・系統・運行ルートも2024年10月現在のものを表記。
- 熊本桜町バスターミナルは以下「桜町BT」と省略。
- ここでは熊本甲佐営業所担当路線のみを記載とする。

| 路線名                            | 系統           | 運行区間 | 備考 |
| --------------------------------- | -------------- | --- | --- |
| 御船 (田迎・イオンモール熊本経由) | M3-1           | 桜町BT - 新市街 - 南熊本 - 田迎 - 中の瀬車庫 - イオンモール熊本 - 御船町恐竜博物館前 - 甲佐                                                                                                | M3-1（当時：南15）系統「甲佐砥用線(田迎経由)」は2015年10月から甲佐 - 寒野 - 砥用学校前（美里町立砥用小学校）間の運行を取り止め。 |
| 辺場線                            | M4-1 M4-2 M4-3 | 桜町BT - 新市街 - 南熊本 - 田迎 - 中の瀬車庫 - イオンモール熊本 - 辺場 - 甲佐 - 寒野 - 砥用・学校前 - 霊台橋 - 内大臣入口 - 矢部(浜町)                                                     | M4系統の運用区間 M4-1は桜町BT - 甲佐行き、M4-2は桜町BT - 砥用（砥用・学校前）行き、M4-3は桜町BT - 浜町行き                       |
| 甲佐環状                          | M4-1 →K2-4     | 甲佐 → 辺場 → イオンモール熊本 → 中の瀬車庫 → 田迎 → 南熊本 → 新市街 → 桜町BT → 通町筋 → 水前寺公園前 → 県庁前 → 神水町 → 健軍電停前 → 秋津レークタウン → 六嘉 → 御船町恐竜博物館前 → 甲佐 | 平日6時台（辺場線田迎方面）の始発のみの設定                                                                                      |
| 乙女線                            | M5-1           | 桜町BT - 新市街 - 南熊本 - 田迎 - 中の瀬車庫 - イオンモール熊本 - 杉上今・バイパス - 舞原団地 - 乙女小学校前 - 甲佐                                                                        | |
| 健軍線 （御船・甲佐経由）         | K2-4 K2-5      | 桜町BT - 通町筋 - 水前寺公園前 - 県庁前 - 神水町 - 健軍電停前 - 秋津レークタウン - 六嘉 - 御船町恐竜博物館前 - 甲佐 - 寒野 - 砥用中央 - 砥用・学校前                                       | K2-4系統の運用区間は桜町BT - 甲佐のみ                                                                                            |
| 画図線 （甲佐系統）               | K1-4           | 桜町BT - 通町筋 - 水前寺公園前 - 県庁前 - 神水町 - 湖東一丁目（※旧・市民病院前） - 画図橋 - 中の瀬・東 - イオンモール熊本 - 辺場 - 甲佐                                                    | |

### 廃止路線
- 南23「乙女・小市野線」(交通センター - 中の瀬車庫 - クレア - 杉上今 - 城南病院前 - 乙女小学校前 - )甲佐営業所 - 緑町 - 岩下 - こんぴら入口 - 神園 - 小市野 - 白石野
- 無系統「小市野線」甲佐営業所 - 緑町 - 岩下 - こんぴら入口 - 神園 - 小市野(往路) - 白石野 - 小市野(復路) - 鶴場
- 南22「氷川ダム線」　(交通センター - 中の瀬車庫 - クレア - 辺場 - )甲佐営業所 - 緑町 - 岩下 - こんぴら入口 - 佐俣宮前 - 鶴場 - 日本一石段 - 氷川ダム
  - 上記の路線は「甲佐営業所」以南の旧・中央町(現・美里町)区間を2009年3月31日に廃止、翌4月1日に美里町が麻生交通に運行を委託し、熊本バス甲佐営業所発着にて「小市野線（現・鶴場線）」「氷川ダム線」を再開
- 南21 「辺場線（急行）[3]」砥用学校前（美里町立砥用小学校） → 甲佐営業所 → 辺場（※辺場までは各停） → 鯰（浜線バイパス）→ 出仲間（浜線バイパス）→ 新市街 → 交通センター
  - 2015年10月、急行便廃止し一般路線化。
- 東11「健軍線(甲佐発熊商前経由便)」　甲佐営業所 → 塔の木 → 御船町恐竜博物館前[1][2] → 六嘉 → 秋津レークタウン → 健軍電停前 → 神水町 → 熊商前 → 水前寺公園前 → 通町筋 → 交通センター
  - 2015年10月、神水町 - 熊商前 - 水前寺公園前区間の運行取り止め
- 無系統「万坂線」矢部（浜町）→ 自動車練習場 → 藤木入口 → 万坂(バイパス経由) → 砥用中央 → (寒野バイパス経由) → 甲佐営業所
  - 万坂・寒野両バイパス経由便の運行取り止め

### 運行休止路線
- 矢部高校スクール線

「辺場線系統」甲佐営業所 → 寒野 → 砥用中央 → 霊台橋 → 内大臣入口 → 矢部（浜町）→ 矢部高校前 → 畑
「御船線系統」御船町恐竜博物館前 → 玉虫 → 矢部（浜町）→  矢部高校前 → 畑  
矢部高校スクール線は、甲佐・御船発便が平日6時台に1便ずつの運用

## 甲佐停留所
この項目ではバスターミナルしての「甲佐」および甲佐町営バス「熊本バス甲佐営業所」・麻生交通「熊本バス営業所」発着便を表記、なお一部を除き路線名を省略および熊本桜町バスターミナルは桜町BTに省略。
| 系統                     | 行先                                                                   | 備考                                                                                            |
| 甲佐営業所待合室側       | 甲佐営業所待合室側                                                     | 甲佐営業所待合室側                                                                              |
| ------------------------ | ---------------------------------------------------------------------- | ----------------------------------------------------------------------------------------------- |
| 熊本市内（辺場経由）方面 |                                                                        |                                                                                                 |
| K1-4                     | 桜町BT（イオンモール熊本・画図橋・県庁前）                             | 平日・土曜6時48分発の1便のみ。                                                                  |
| M4系統                   | 桜町BT（イオンモール熊本・中の瀬車庫・南熊本）                         | 平日6時0分発の1便のみ「甲佐環状」として桜町BT・通町筋・県庁前を経て甲佐に帰ってくる系統を運用。 |
| 熊本市内（御船経由）方面 |                                                                        |                                                                                                 |
| K2-4・K2-5               | 桜町BT（足手荒神・秋津団地・健軍電停・県庁前）                         |                                                                                                 |
| M3-1                     | 桜町BT（イオンモール熊本・中の瀬車庫・南熊本）                         |                                                                                                 |
| 熊本市内（乙女経由）方面 |                                                                        |                                                                                                 |
| M5-1                     | 桜町BT（舞原団地・イオンモール熊本・中の瀬車庫・南熊本）               | 本数少。                                                                                        |
| 砥用・浜町方面           |                                                                        |                                                                                                 |
| K2-5・M4-2               | 砥用学校前（佐俣の湯）                                                 |                                                                                                 |
| K4-3                     | 浜町（佐俣の湯・砥用学校前・霊台橋）                                   | 本数少、平日のみ運行。                                                                          |
| 甲佐町営バス             |                                                                        |                                                                                                 |
| 六谷坂谷線               | （上り）役場前（下り）六谷（やな場・小鹿入口）                         |                                                                                                 |
| 稲生野甲佐線             | （上り）役場前（下り）目野入口（上浅井・宮尾入口）                     |                                                                                                 |
| 甲佐営業所東側           |                                                                        |                                                                                                 |
| 麻生交通                 |                                                                        |                                                                                                 |
| 氷川ダム線               | （上り）団地前（下り）氷川ダム前（堅志田・佐俣の湯・鶴場・坂本石段前） |                                                                                                 |
| 鶴場線                   | 鶴場（こんぴら入口・小市野・白石野）                                   |                                                                                                 |